# Johan Bocanegra
Johan Bocanegra (Neiva, Huila, Colombia; 20 de octubre de 1998) es un futbolista colombiano. Juega de volante o extremo y su equipo actual es el Nacional Potosí de la Primera División de Bolivia.
En 2020 hizo parte del Atlético Huila, cedido a préstamo por el Junior.

## Clubes
| Club               | País     | Año       |
| ------------------ | -------- | --------- |
| Barranquilla F .C. | Colombia | 2017      |
| Junior             | Colombia | 2018-2019 |
| Barranquilla F. C. | Colombia | 2019      |
| Atlético Huila     | Colombia | 2020-2021 |
| Junior             | Colombia | 2021      |
| Cortuluá           | Colombia | 2022      |
| Deportivo Pereira  | Colombia | 2023      |
| Bucaramanga        | Colombia | 2024 II   |

## Estadísticas
Actualizado al último partido disputado el 2 de julio de 2024.
| Club                            | Temporada           | Liga  | Liga  | Copa Nacional | Copa Nacional | Copa Internacional | Copa Internacional | Total | Total |
| Club                            | Temporada           | Part. | Goles | Part.         | Goles         | Part.              | Goles              | Part. | Goles |
| ------------------------------- | ------------------- | ----- | ----- | ------------- | ------------- | ------------------ | ------------------ | ----- | ----- |
| Barranquilla F. C. · Colombia   | 2017                | 30    | 4     | 6             | 0             | -                  | -                  | 36    | 4     |
| Barranquilla F. C. · Colombia   | 2019                | 27    | 1     | 2             | 0             | -                  | -                  | 29    | 1     |
| Barranquilla F. C. · Colombia   | Total               | 57    | 5     | 8             | 0             | 0                  | 0                  | 65    | 5     |
| Junior · Colombia               | 2018                | 5     | 0     | 1             | 0             | -                  | -                  | 6     | 0     |
| Junior · Colombia               | 2021                | 8     | 0     | 2             | 0             | 1                  | 0                  | 11    | 0     |
| Junior · Colombia               | 2024                | 9     | 0     | -             | -             | 1                  | 0                  | 10    | 0     |
| Junior · Colombia               | Total               | 22    | 0     | 3             | 0             | 2                  | 0                  | 27    | 0     |
| Atlético Huila · Colombia       | 2020                | 25    | 2     | 2             | 0             | -                  | -                  | 27    | 2     |
| Atlético Huila · Colombia       | 2021                | 20    | 3     | 1             | 0             | -                  | -                  | 21    | 3     |
| Atlético Huila · Colombia       | Total               | 45    | 5     | 3             | 0             | 0                  | 0                  | 48    | 5     |
| Cortuluá · Colombia             | 2022                | 24    | 0     | 2             | 0             | -                  | -                  | 26    | 0     |
| Cortuluá · Colombia             | Total               | 24    | 0     | 2             | 0             | 0                  | 0                  | 26    | 0     |
| Deportivo Pereira · Colombia    | 2023                | 33    | 1     | 5             | 0             | 8                  | 0                  | 46    | 1     |
| Deportivo Pereira · Colombia    | Total               | 33    | 1     | 5             | 0             | 8                  | 0                  | 46    | 1     |
| Atlético Bucaramanga · Colombia | 2024-II             | 0     | 0     | 0             | 0             | 0                  | 0                  | 0     | 0     |
| Atlético Bucaramanga · Colombia | Total               | 0     | 0     | 0             | 0             | 0                  | 0                  | 0     | 0     |
| Total en su carrera             | Total en su carrera | 181   | 11    | 20            | 0             | 10                 | 0                  | 211   | 11    |

## Palmarés

### Campeonatos nacionales
| Título                | Club           | País     | Temporada |
| --------------------- | -------------- | -------- | --------- |
| Categoría Primera A   | Junior         | Colombia | 2018-II   |
| Superliga de Colombia | Junior         | Colombia | 2019      |
| Categoría Primera B   | Atlético Huila | Colombia | 2020      |